# Blouberg
Blouberg (officieel Blouberg Local Municipality) is een gemeente in het Zuid-Afrikaanse district Capricorn.
Blouberg ligt in de provincie Limpopo en telt 162.629 inwoners. .

## Hoofdplaatsen
Het nationaal instituut voor de statistiek, Stats SA, deelt sinds de census 2011 deze gemeente in in 125 zogenaamde hoofdplaatsen (main place):
Alldays • Amosotho • Archibalt • Aurora • Avon • Bahamanoa • Bahananoa • Bayswater • Bergendal • Berseba • Blouberg • Blouberg Munic NU • Bobirwa • Bochum • Bodi • Borwalathoto • Boshia • Botlokwa • Brodie Hill A • Brodie Hill B • Buffelshoek • Bull-Bull • Burgerrecht • Callashield • Danzight • De Villiersdale • Ditatsu • Driekopies • Edwinsdale • Eldorado • Essoubinca • Ga-Dankie • Ga-Hlako A • Ga-Hlako B • Ga-Kibi • Ga-Kobe • GaMabeba • Ga-Mabelebele • Ga-Mabotha • Ga-Machaba • Ga-Madibeng • GaMakgwata • Gamalebogo • GaMalokela • GaMamadi • GaMamokhwibidu • GaMamoleka • GaMaphoto • GaMasealele • GaMasekwa • GaMmatemana • GaMoisimane Arie • GaMojela • GaMonyebodi • GaMoreise • Ga-Motlana • Ga-Motshemi • Ga-Moyaga • GaNgwepe • GaRakwele • GaRamaswikana • Ga-Rammutla A • Ga-Rammutla B • GaRamotsho • Ga-Rampuru • GaRamutla • GaRaweshe • GaRawesi • GaSebotlane • GaTefu • GaTshabalala • Ga-Tshabalala • Gideon • Glenfernes • Goudmyn • Indermark • Inveraan • Kgatu • Kgokonyane • Kromhoek • Lekgokgonoku • Lekiting • Letshwatla • Lovely • Makgabeng • Makgari • Mamelodi • Mashaleng • Matekereng • Mmankgodi • Modimvuhusi • Mokoena Maswikeng • Mokumuru • Mophamamona • Mosehleng • Motsemoswa • My Darling • Nontz • Papegaai • Pax Intrantibus • Pickum • Raditshaba • Rora • Seboriane • Sekhung • Sekiding • Sekwati • Selowe • Senwabarwana • Sesuane • Setlaole • Setloking • Sias • Slaaphoek • Thabananhlana • Thebere • Tiekieline • Tlhona • Tlhonasedimong • Tolwe • Tsolametse • Tswatsane • Uitkyk B • Vienen • Wegdraai.